# Cherry (film, 2021)
Pour les articles homonymes, voir Cherry.
Pour plus de détails, voir Fiche technique et Distribution.
Cherry ou Cherry : l'innocence perdue au Québec est un film américain réalisé par Anthony et Joe Russo sorti en 2021. Adapté du roman semi-autobiographique du même nom de Nico Walker (en), il met en scène Tom Holland.
Le film est sorti en salles aux États-Unis le 26 février 2021, puis dans le reste du monde le 12 mars 2021 sur Apple TV+. Il reçoit des critiques plutôt négatives même si la plupart louent la performance de Tom Holland.

## Synopsis
Cherry, aide-soignant dans l'armée américaine, revient au pays après la guerre d'Irak. À son retour, il souffre du trouble de stress post-traumatique. Il commence alors à consommer des opioïdes, puis de l'héroïne avec Emily, sa petite amie. Pour financer cette addiction, il se met à braquer des banques dans la région de Cleveland.

## Fiche technique
Sauf indication contraire, les informations mentionnées dans cette section peuvent être confirmées par la base de données cinématographiques IMDb,  présente dans la section « Liens externes ».
- Titre original et français : Cherry
- Titre québécois : Cherry : l'innocence perdue
- Réalisation : Anthony et Joe Russo
- Scénario : Angela Russo-Otstot et Jessica Goldberg, d'après le roman Cherry de Nico Walker (en)
- Musique : Henry Jackman, John Powell, Jon Ekstrand, Benjamin Wallfisch, Rob Simonsen, John Debney et Mark Mothersbaugh
- Décors : Philip Ivey
- Costumes : Sara Sensoy
- Photographie : Newton Thomas Sigel
- Montage : Jeff Groth
- Production : Chris Castaldi, Jonathan Gray, Matthew Rhodes, Anthony et Joe Russo

Coproduction : Ryan Cassells et Victor Ho
Production déléguée : Kristy Maurer Grisham, Patrick Newall et Judd Payne
- Sociétés de production : AGBO et The Hideaway Entertainment, avec la participation de Kasbah Films
- Sociétés de distribution : Apple TV+[2]
- Budget : entre 30 et 40 millions de dollars[3]
- Pays d'origine :  États-Unis
- Langue originale : anglais
- Format : couleur
- Genre : drame, film de casse
- Durée : 140 minutes
- Dates de sortie[4] :
  - États-Unis : 26 février 2021
  - Monde : 12 mars 2021 (Apple TV+)
- Classification[5] :
  - États-Unis : R - Restricted
  - France : interdit aux moins de 16 ans

## Distribution
- Tom Holland (VF : Hugo Brunswick) : Cherry
- Ciara Bravo (VF : Lisa Caruso) : Emily
- Jack Reynor (VF : Gauthier Battoue) : Pills & Coke
- Michael Rispoli (VF : Paul Borne) : Tommy
- Jeffrey Wahlberg : Jimenez
- Forrest Goodluck (VF : Martin Faliu) : James Lightfoot
- Michael Gandolfini (VF : Aurélien Raynal) : Cousin Joe
- Pooch Hall (VF : Günther Germain) : le sergent Whomever
- Damon Wayans Jr. : le sergent Masters
- Kyle Harvey : Roy
- Thomas Lennon : le Père Whomever / le père de Cherry / Dr Whomever
- Kelli Berglund : Madison Kowalski
- Jose Pablo Cantillo (VF : Nessym Guetat) : Drill Sergent Deco
- Jamie Brewer (VF : Antonella Colapietro) : Shelly
- Sam Clemmett : Yuri
- Harry Holland : le dealer Shaky Kid
- Suhail Dabbach : Le vieil homme Fatook
- Joe Russo (VF : Jean-Marc Charrier) : le propriétaire du restaurant (caméo, crédité sous le nom de Gozie Agbo)

## Production

### Genèse et développement
En août 2018, la société de production des frères Anthony et Joe Russo, AGBO, acquiert les droits du roman semi-autobiographique du même nom de Nico Walker (en). Ils étaient en concurrence avec d'autres studios, comme Warner Bros. qui envisageait un film réalisé par James Franco
,.
En mars 2019, Tom Holland entre en négociations pour le rôle principal. Ciara Bravo, Bill Skarsgård, Jack Reynor, Jeff Wahlberg, Kyle Harvey, Forrest Goodluck et Michael Gandolfini rejoignent la distribution en octobre 2019. En décembre 2019, Pooch Hall est confirmé. En septembre 2019, on annonce que Netflix est en négociation pour distribuer le film. Annoncé dans le film, Bill Skarsgård est finalement absent du montage final.

### Tournage
Le tournage a lieu à Cleveland Heights dans l'Ohio, en octobre 2019, ainsi qu'à Lorain et au Maroc. Il a lieu notamment à Ouarzazate et dans le désert aux alentours d'Arfoud. Il s'achève en janvier 2020.

## Accueil et sortie
Le samedi 26 septembre 2020, Apple annonce l'acquisition des droits du film. Ce dernier connaît d'abord une sortie limitée en salles aux États-Unis. Il est ensuite diffusé dans le reste du monde sur Apple TV+ le 12 mars 2021. L'achat des droits du film au niveau mondial aurait couté 40 millions de dollars.
Le film reçoit des critiques mitigées. Sur l'agrégateur américain Rotten Tomatoes, il récolte 40 % d'opinions favorables pour 151 critiques et une note moyenne de 5,3⁄10. Sur Metacritic, il obtient une note moyenne de 45⁄100 pour 40 critiques.
La critique du site français CinéSéries met en avant la performance de Tom Holland (qui « brille de mille feux ») tout en regrettant notamment la mise en scène : « Cherry accumule du début à la fin les tentatives stylistiques qui se veulent cool. Malgré l'entrain des réalisateurs et leurs petites expériences, la plupart ne dépassent pas le stade de l'insignifiance (mention spéciale à ce plan filmé depuis un anus). Tout devient un prétexte pour envoyer une idée visuelle qui va taper à l'œil et l'ensemble manque rapidement d'une tenue homogène. »
Dans Première, on peut notamment lire « Pas le script du siècle, mais les frères Russo insufflent à cette trajectoire de junkies désenchantés une douceur et une humanité touchantes. Le duo se permet même quelques ruptures de ton audacieuses et des pirouettes comiques – les scènes de braquage notamment –, portées par l’assurance que l’ami Holland (toujours excellent) fera le boulot. On leur pardonnera aisément quelques tics de cadrage sursignifiants et des scènes de guerre qui ont dû cramer la moitié du budget pour pas grand-chose : ça fait du bien de retrouver des cinéastes libérés après autant d’années dans une prison dorée. »
Sur le site Écran Large, on peut lire « Sur 2 h 20 (trop longues), le drame Apple TV+ cumule les idées visuelles, les choix de mise en scène audacieux et on sent que les Russo donnent tout pour vraiment prouver qu'ils ont un style à revendre après leurs blockbusters aseptisés. Un peu trop malheureusement. À trop vouloir bien faire, Anthony et Joe Russo se plantent quasi-intégralement. »